# 清华大学北院

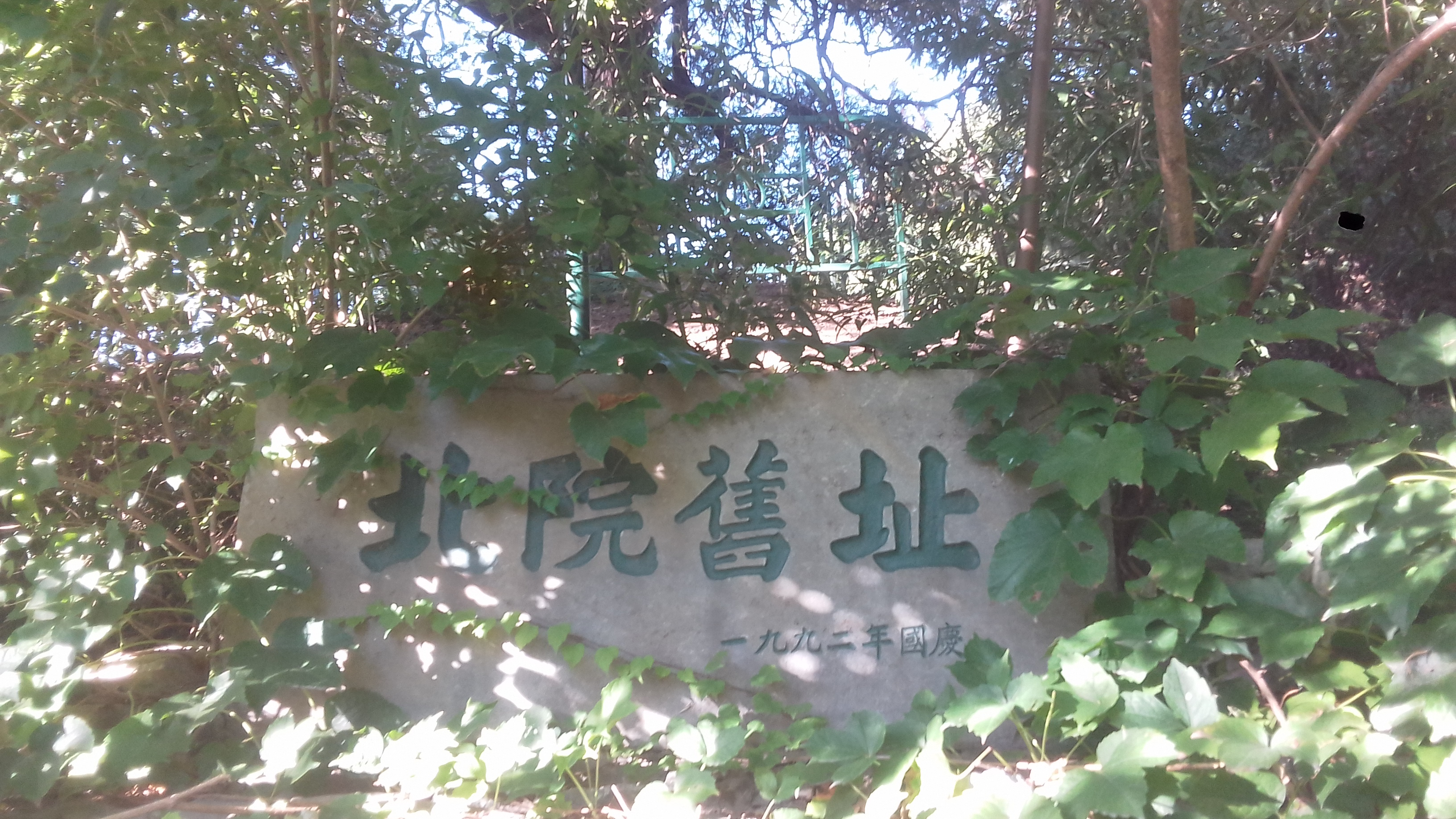
北院遺址

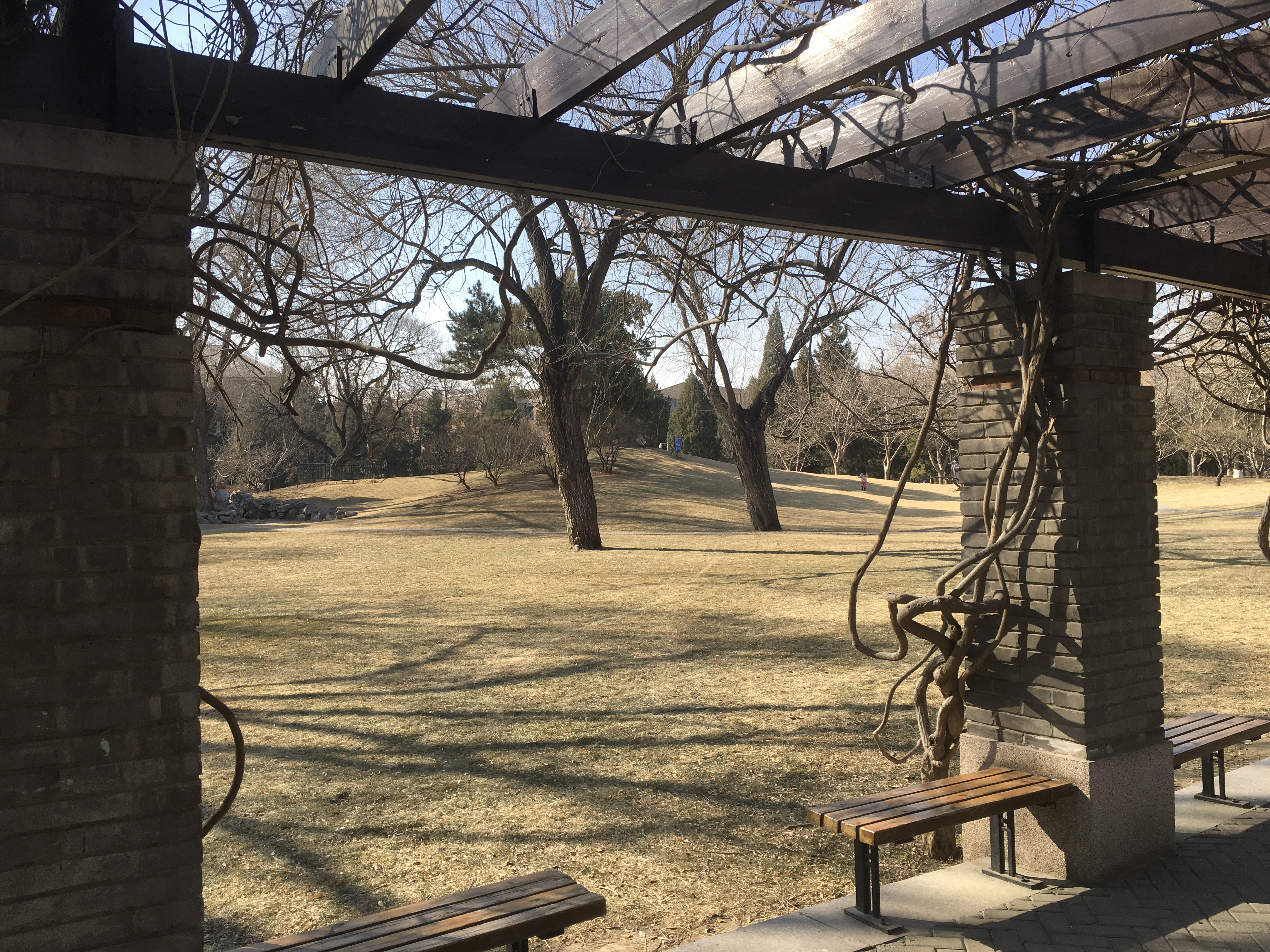
北院，現為情人坡

清华大学北院是清華大學已拆除的教職員工宿舍，是清華大學最早建造的高標準教員住宅，位於清華圖書館迤北。在北院居住過的知名教授有梁啟超、朱自清、葉企孫、陳岱孫、施嘉煬、薩本棟、蔣廷黻、王文顯、陳福田、葉公超、浦江清、黃子卿等。

## 历史

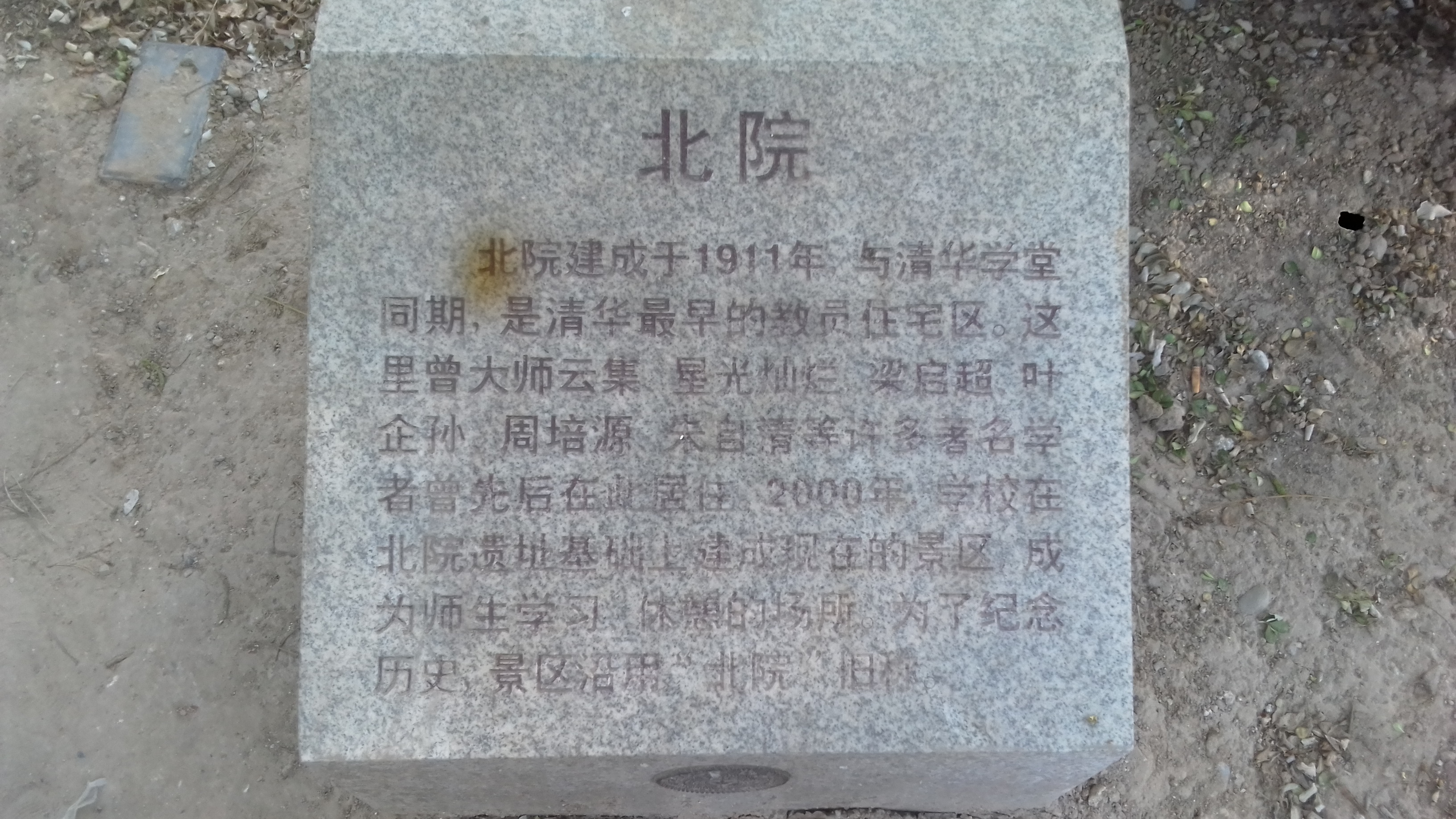
清華大學北院

1909年開工，1911年竣工，與清華學堂同期。1911年至1913年為美國教授住宅，因此又被稱為「American Teacher's Residences」，後改為中國教授住宅。
北院是由美国建筑师墨菲設計的，其8棟住宅與1座會所呈「7形」分佈，為單層磚木結構的西式建築，建築面積3484平方公尺，成為中國教授住宅時，會所也改為住宅。1948年時，北院共有住宅18套，每套建築面積150平方米。
因為北院是美籍教員住所，故有「小租界」之稱，其建築標準高、價格昂貴，有整套衛生設備，區內還有俱樂部、體育場，每戶住宅有臥室、書房、客廳等5間房。住宅後面另有廚房和工友住房。朝陽面有落地大玻璃窗，窗台板寬便於室內養花。
1991年，學校擴建圖書館，北院逐漸成了教學區中的孤立住宅，於是逐漸被拆除，目前僅存原為朱自清故居的北院16號，現已改建成後勤辦公室。
2019年，北院16號被北京市政府列為北京市第一批历史建筑。

## 軼事

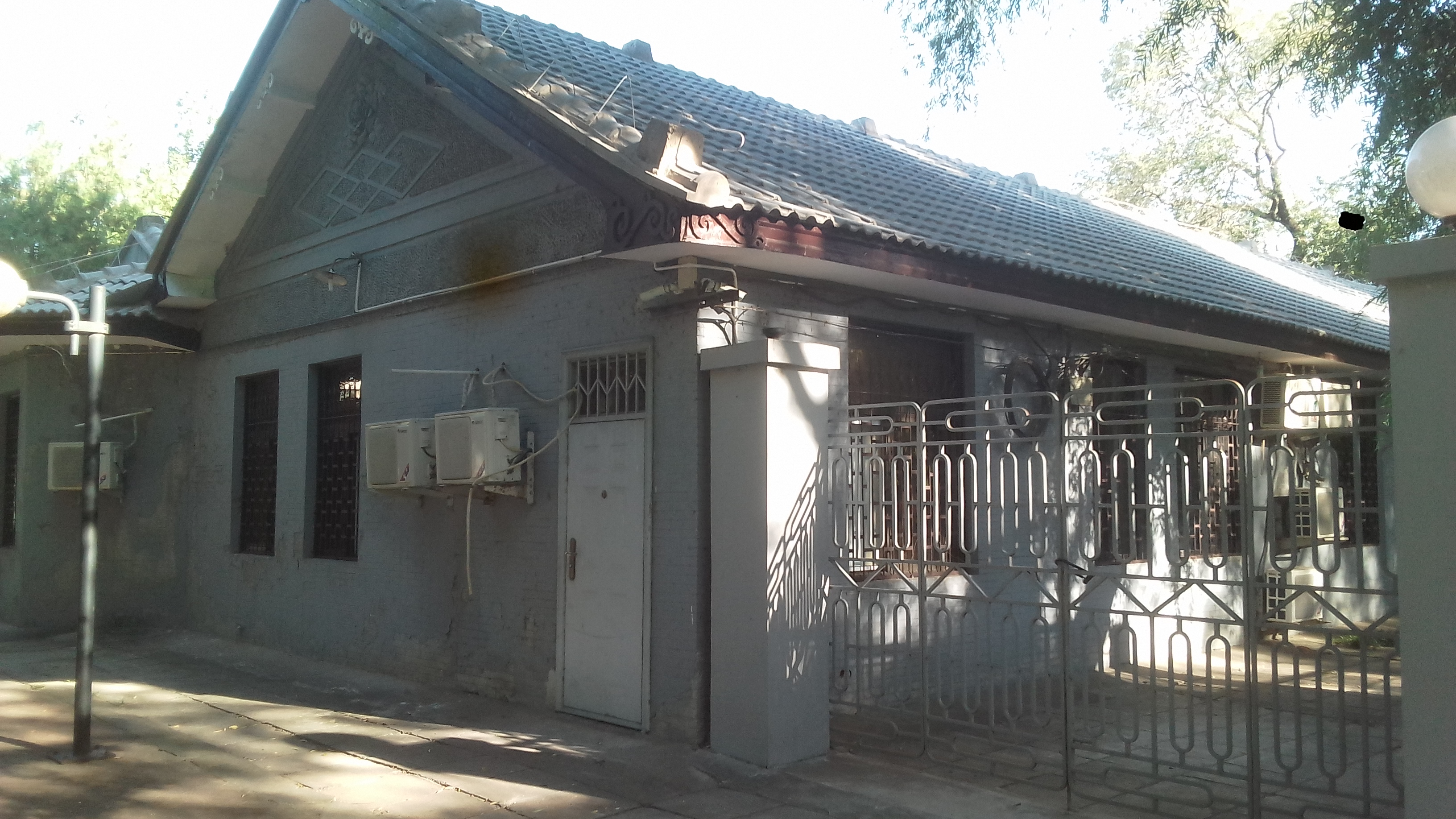
清華大學北院16號 朱自清故居

梁啟超在北院2號度過從政壇返回學術人生的最後三年；葉公超在清華外文系任教期間，曾住在北院11號，因為在住所的南窗外種植了毛竹，賦名寓所「竹影婆娑室」。
從1927年至1952年，除去抗戰期間，葉企孫在北院七號居住了20年。葉企孫終身未娶，他將宿舍成了留學回國教授聚會議論校政之地，並且把自家廚房辦成「小食堂」，年輕教師經常來聚餐。